# Henryk Dembitzki
Henryk Dembitzki (nume la naștere Hipolit Napoleon Henryk Dembitzki , (sau Dembițchi, Debicki) n. 15 august 1830, Varșovia, Kingdom of Poland⁠(d) – d. 23 ianuarie 1906, Brăila, România) a fost un artist român de origine poloneză, specializat în litografii, caricaturi și ilustrații. S-a născut în Polonia în anul 1830. A absolvit Academia de Arte Frumoase din Viena, după care s-a stabilit în România, unde a murit în anul 1906.
Printre litografiile sale color se numără:
- Trecerea Armatei Române în Dobrogea;
- Bătălia de la Schit-Rahova;
- Căderea redutei Grivnița;
- Căderea Plevnei și predarea lui Osman Pașa;
- Bătălia de la Smârdan;
- Proclamarea Regatului României.